# 虹桥机场事件

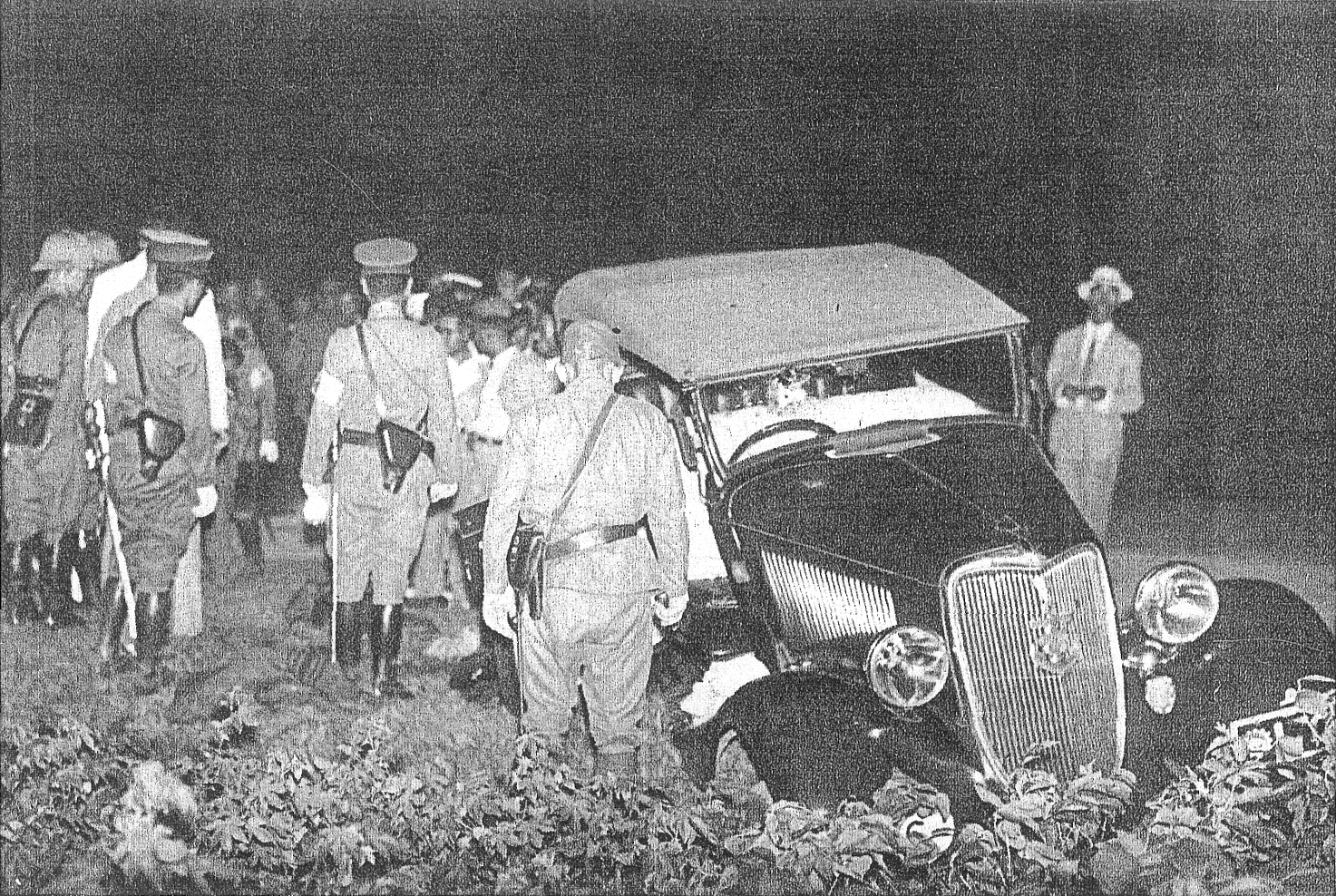
调查虹桥机场事件的日军

虹桥机场事件，日方称“大山事件”，是1937年8月9日发生在中華民国上海的一次中日冲突事件。当天下午，上海海军特别陆战队中尉大山勇夫和斋藤要藏两人驾车衝向军用的虹桥机场，被中国机场卫兵击毙。此次事件被视为淞沪会战的导火线之一。

## 背景
1932年的一·二八事变后，中日双方签订了《淞沪停战协定》划定上海为非武装区。中国驻军在上海附近的活动范围因此受限，仅驻有两个保安团、警察单位及虹桥机场守备连，而日军在租界的虹口、杨浦驻兵甚多。双方为探清各自兵力，开展了大量的侦查活动。
1937年卢沟桥事变后，上海附近的事态日益紧张，中国军队加强了淞沪地区的武装力量。时任京沪警备司令的张治中为防止日军在发生冲突时夺取虹桥机场，安排其指挥的国军第二师补充旅换上宪兵服装，从苏州乘火车到达上海，进驻虹桥机场以保安队身份负责守卫。为掩盖行动痕迹，警备司令部与日本领事馆协商约定日军经过华界需事先通知中方。但最终该行动被日本海军陆战队发现，并安排两人前往虹桥机场调查中国正规军的行动。

## 经过
1937年8月9日下午五时半，驻日本丰田纱厂的陆战队西部派遣队大山勇夫中尉和担任驾驶员的一等水兵斋藤要藏驾驶军用汽车沿虹桥路冲至虹桥机场入口，欲强行进入机场。才升上校的機場保安團團長符岸壇立即向總團長吉章簡報告，吉章簡再向張治中報告，張治中下令格殺，於是京滬警備司命令符岸壇向两人開鎗，两人被击毙。第二天，軍方為息事寧人，將符岸壇撤職。驻军遂电话通报淞沪警备司令部。警备司令部安排了一名死囚犯身着宪兵服装，将其枪毙在虹桥机场门口。并向南京军事委员会报告两名日军越过警戒线闯入机场并击毙卫兵，后遭还击毙命。事件发生后，上海市长俞鸿钧和国民政府外交部秘书周珏分别向日本驻沪总领事和日本海军通话，日方先声明未有军人外出，后称大山勇夫为酒后私自外出。当晚十时，俞鸿钧与赴日总领馆交涉并叙述事件经过，主张通过外交途径解决以避免事态扩大，日方亦表示同意。

## 后续
8月10日，日本驻上海总领事为闯入机场道歉，但要求中国解散保安队，并拆除防御工事。当天警备司令部与日本军方人员共同派人到虹桥机场查看，并将日军及死囚尸体送交上海法医研究所检验。由于日方发现死囚捆绑痕迹，枪痕亦与日军所用不符，因而对中方陈述表示怀疑。
8月11日下午4时，上海市政府、上海警备司令部、日本驻沪领事馆、日本海军陆战队司令部就事件进行谈判。日方态度趋向强硬，声称日本全国对该事件极为震动，要求保安队撤军并拆除防御工事。中日双方态度强硬，谈判并未取得进展，舆论亦使事态日益激化。日本在8月10日运送增援部队到上海，日本海军陆战队在12日晚陆续登陆，且在杨树浦、闸北、虹口一带布防，日本海军第二舰队在11日到达上海。到12日止，调集淞沪的日舰已达30余艘，海军及陆战队1.5万之众。
11日晚9时中方在得知第二舰队到达上海后，南京统帅部下令第八十七师、第八十八师、第二师补充旅推进至上海，并于12日清晨到达。日本领事馆指控调兵行为违反了《淞沪停战协定》，英美使节对此进行了调停，中方因而下令暂停攻势。
12日，中日双方在上海公共租界工部局会议厅召开了淞沪停战协定共同委员会会议，日方指责中方修筑防御工事违反停战协定，中方指责日方调动军舰、补充军备对中国产生了威胁，会议无果而终。
13日，日本陆海军沿上海北四川路、军工路一线发动全面进攻，并以军舰炮击闸北，是为八一三事变。两军前哨部队在八字桥遭遇，易谨营长向日军射击。14日，淞沪会战爆发。